# Rover P5
Rover Р5 — сімейство великих седанів та купе, що виготовлялися компанією Rover з 1958 по 1973 рр. Автомобілі продавались під назвами Rover 3 Litre, Rover 3.5 Litre та Rover 3½ Litre.
Р5 були більшими за P4, котрих в певній мірі замінили.
Всього було виготовлено 69141 екземплярів. 

## Mark I
Перший Р5, що йменувався «3-litre» з'явився у вересні 1958 р. Автомобіль обладнувався рядним 6-циліндровим двигуном об'ємом 2995 см³ (182,8 in3), у котрого був незвичний, успадкований від Rover P4, механізм газорозподілу (впускні клапани знаходились у головці, а випускні у блоці циліндрів). Стверджувалось, що через це потужність становила 115 к. с. (86 кВт).
Опціями були автоматична коробка передач, підвищувальна передача на 4-ступінчастій механічній, кермовий механізм з гідропідсилювачем Burman. У травні 1960 р. підвищувальна передача в механічній КП стала стандартною комплектацією.  
Оригінальна гальмівна система Girling мала барабанні гальмівні механізми на усіх колесах , однак для такого важкого автомобіля на час Лондонського мотор-шоу в жовтні 1959 передні гальма зробили дисковими.

Незалежна передня підвіска складалась з поперечних А-подібних важелів та торсіонів, задня — суцільний ведучий міст з напівеліптичними ресорами.
Лінійка «Марк І-А», представлена у вересні 1961 р., відрізнялась незначним рестайлінгом, з'явились квартирки на передніх вікнах, призначені «покращувати вентиляцію приборної панелі». Під капотом, І-А мала модифіковані кріплення двигуна, автоматичну коробку передач, кермовий механізм зі змінним передатним числом та гідропідсилювачем (як опція) .
У 1962 р., коли виробництво Mark І закінчилось, було виготовлено 20963 екземпляри.
Версія з автоматичною коробкою передач, протестована журналом The motor у 1960 р. розвивала максимальну швидкість 95 миль/год. (152,9 км/год.) і була здатна розганятись з 0 до 60 миль/год (97 км/год) за 17,1 с. Витрата палива зазначалась як 20,5 миль/галон (13,8 л/100 км; 17,1 mpg). Тестовий автомобіль коштував 1864 £ не включаючи податки .

## Mark II

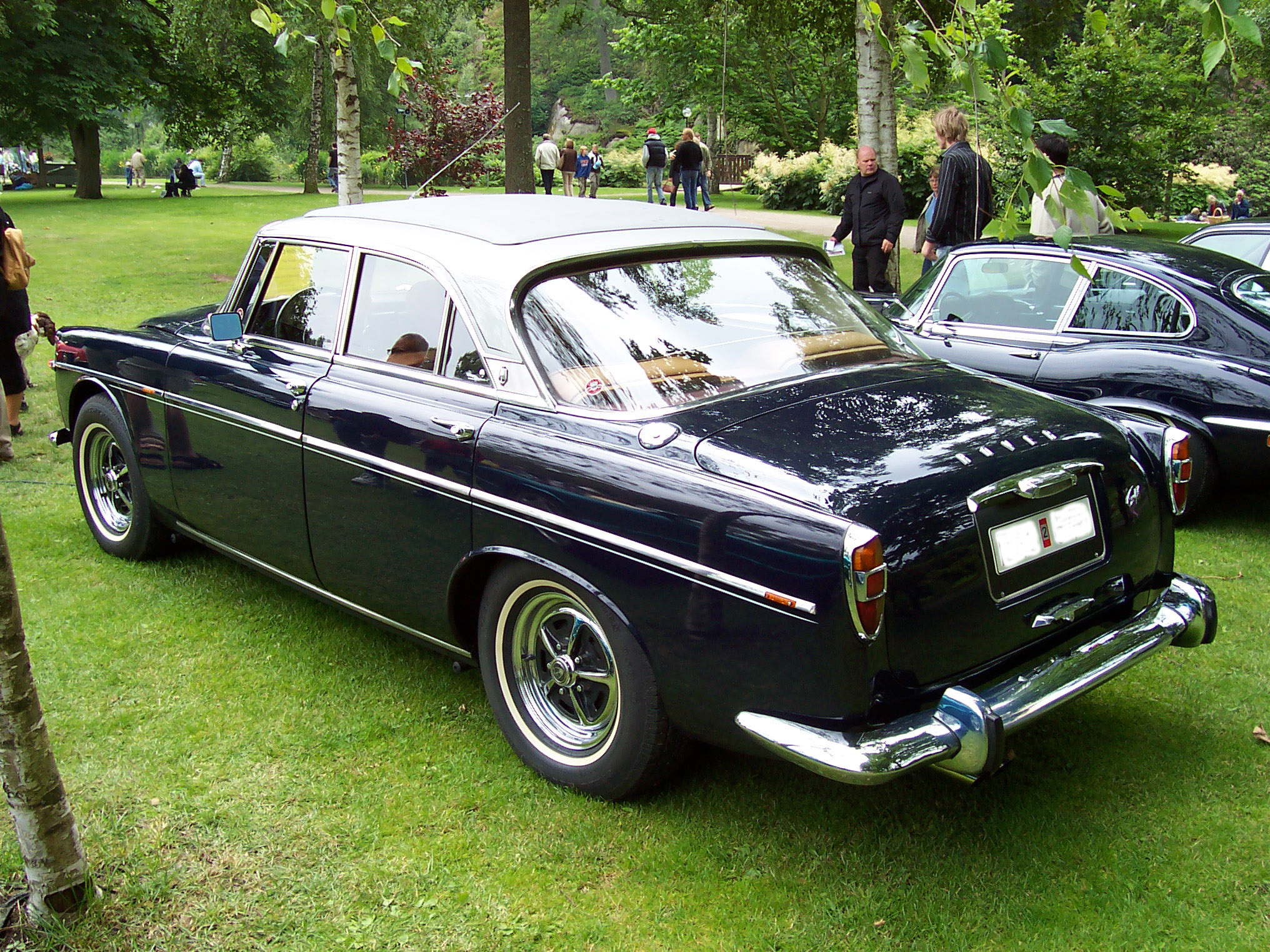
Варіант купе P5B зі зменшеною висотою даху.

Версія Р5 Марк ІІ була введена у 1962 р. Відрізнялась більшою потужністю у 129 к. с. (96 кВт), при тому самому 3.0L двигуні, вдосконаленою підвіскою, а віконні дефлектори, що встановлювались у верхній частині бокових вікон замінили «квартирки».
Найбільш значним поповненням до сімейства стала опція кузова купе, запущеного восени 1962 р. На відміну від більшості купе, що традиційно були 2-дверними версіями 4-дверних седанів, у даному випадку залишили 4 дверей і ту саму ширину та довжину як у седана. Однак лінія даху була нижча на 6 см (2,5 дюйма) і разом з тонкими середніми стійками створювала вигляд хардтопу. Гідропідсилювач був стандартною комплектацією на Coupe та опцією на Saloon.  
Виробництво Mark II закінчилось у 1965 р., до якого виготовили 5482 купе та 15676 седани.

## Mark III
Mark III був представлений на Лондонському мотор-шоу у жовтні 1965 р., позиціонуючись як «навіть більш ніж розкішно оздоблений та обладнаний». Він знову був доступний у двох 4-дверних типах кузова — купе та седан. «Марк ІІІ» комплектувався практично тим самим двигуном, що і попередник, але видавав 134 к. с. (100 кВт). Ззовні автомобіль вирізнявся молдингом на всю довжину та шильдиком Mark ІІІ; у салоні змінений задній диван з двома окремими сидіннями, робив більш комфортною поїздку для чотирьох пасажирів хоч не для п'ятьох.
Загалом 3919 седанів і 2501 купе були продані за час виробництва, що закінчилось у 1967 р.

## P5B

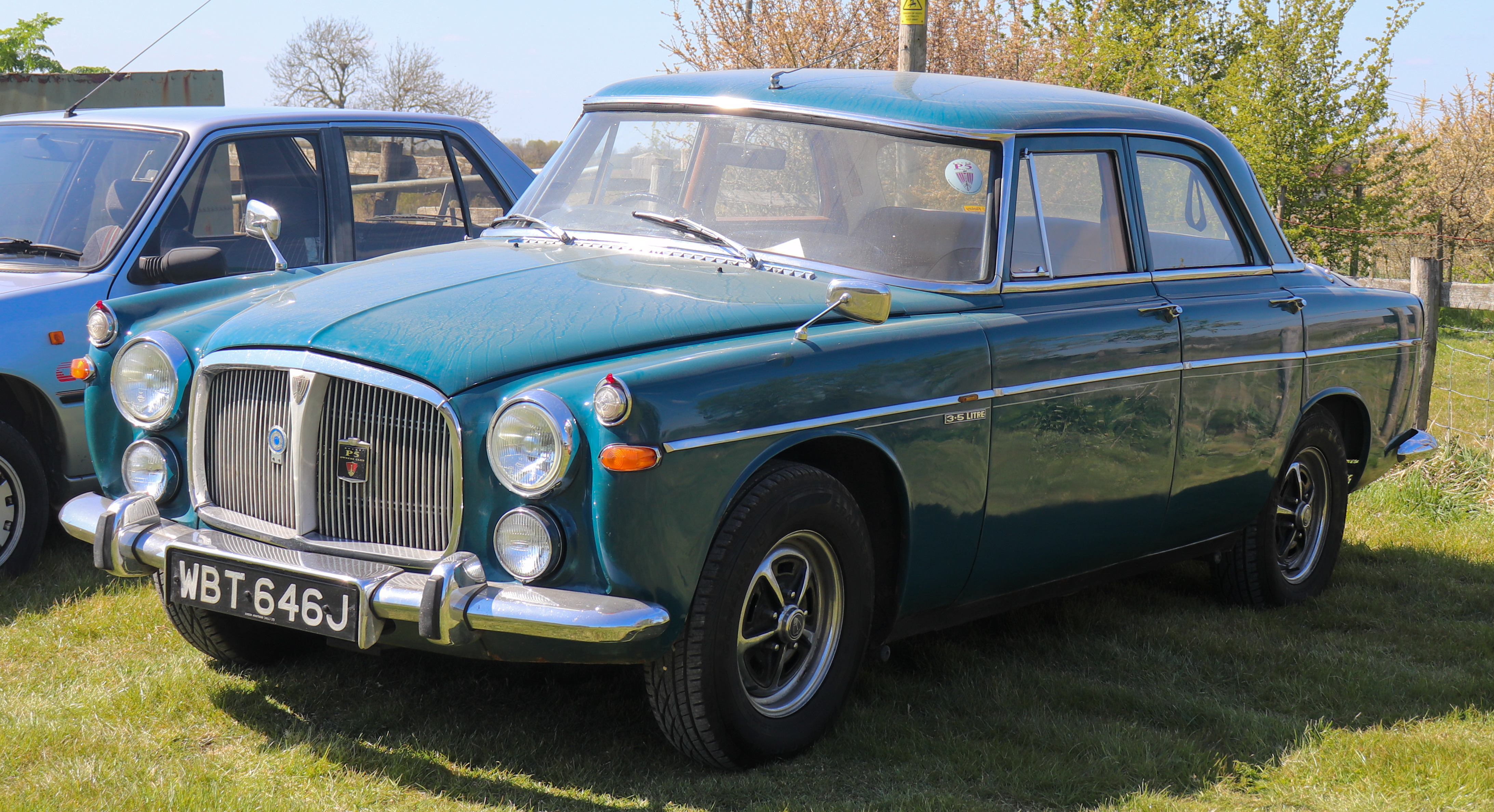
Rover 3.5 P5B 1971

Остання ітерація Р5, що з'явилась у вересні 1967 р. Тоді оснащувалась 3528 см³ (215, 3 in3) двигуном Rover V8, що також встановлювався на моделі 3500. Автомобіль йменувався як 3.5 Litre, та загалом був відомий як 3½ Litre. Остання літера у позначенні моделі Р5В вказувала на Buick, розробника двигуна. Rover не мали бюджету чи часу для розробки подібних агрегатів, тому вирішили переробити легкий алюмінієвий концепт Buick, що не підходив «у чистому вигляді». Двигун зробили значно міцнішим, трохи важчим однак не втратили його компактність й малу масу загалом. Автоматична коробка передач Borg Warner Type-35, гідропідсилювач зі змінним передатним відношенням та передні протитуманні ліхтарі Lucas були тоді стандартною комплектацією.
Зазначалась потужність у 160 к. с. (120 кВт) та збільшений крутний момент. При порівняннях з попередником, двигун з алюмінієвим блоком не забезпечував автомобілю кращі характеристики, економію палива як і більшу потужність та меншу вагу силового агрегату.
Зовнішність була майже незмінною, за виключенням виразного значка 3.5 Litre, пари протитуманних ліхтарів під фарами, що створювали масив з 4 ліхтарів, та хромованих коліс Rostyle з чорними фарбованими частинами. P5B до кінця виробництва існував у двох 4-дверних варіантах — купе та седан. Виробництво закінчилось у 1973 р., до якого виготовили 9099 купе та 11501 седанів.

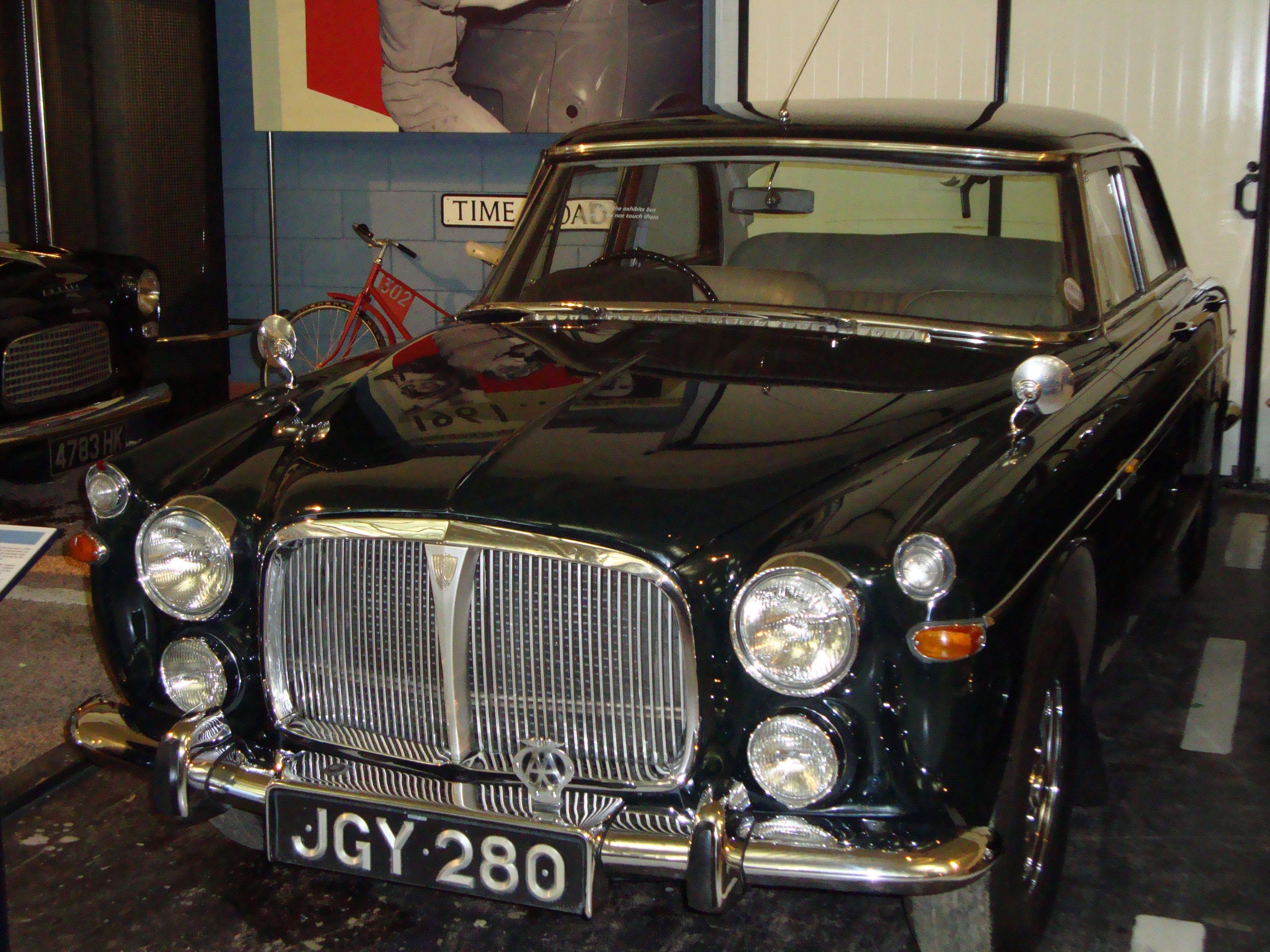
Rover P5B 1974 р. королеви Єлизавети ІІ

Rover 3½ Litre седан був улюбленим службовим транспортом у високопоставлених урядових міністрів, зокрема прем'єрів: Гарольда Вілсона, Едварда Хеата, Джеймса Калагена та Маргарет Тетчер. Як доказ відповідності: остання партія Р5В що закривала лінійку Rover у липні 1973 р. була продана Британському уряду і розміщена у зберіганні, щоб бути виданою за вимогою.
Маргарет Тетчер у 1979 р. після перемоги на виборах заїжджала на  Даунінг-стріт на моделі 1972 р. Відбувалось це під час 11-річного терміну перебування Тетчер, в той час як автомобіль прем'єр міністра Р5 остаточно витісняв Jaguar XJ.
Королева Єлизавета ІІ також мала седан Rover P5B зеленого кольору (Arden Green) з номерами «JGY 280». Автомобіль зараз виставляється у Heritage Motor Centre, що у Гайдоні, графстві Ворікшир. А 18 травня 2003 р. був присутній епізоді автомобільного шоу Top Gear.

## Автоспорт
Rover P5 через свою міцність досить популярний у «гонках на виживання» (banger racings).

## Поява у медіа
3-літровий «Марк І» 1961 р. брав участь у «гонках на виживання» (banger racing) у фільмі «Зроблено у Британії» (Made in Britain)
У 2003 р. Річард Гамонд представив Р5 у телепередачі Top Gear.
The Rover P5B був представлений 10 епізоді 12 сезону телепередачі Wheeler Dealers.